# Wojciech Lisik
Wojciech Lisik – polski chirurg, transplantolog i onkolog, profesor doktor habilitowany nauk medycznych, 
Nauczyciel akademicki, w Katedrze i Klinice Chirurgii Ogólnej i Transplantacyjnej Warszawskiego Uniwersytetu Medycznego..                                                                                                               
Prorektor ds. Klinicznych i Inwestycji Warszawskiego Uniwersytetu Medycznego (kadencja 2020-2024).                                                

## Życiorys
W 1994 ukończył studia medyczne w Akademii Medycznej w Warszawie. 
W 2001, z wynikiem bardzo dobrym, ukończył podyplomowe studia menedżerskie na Wydziale Zarządzania Uniwersytetu Warszawskiego. 
20 czerwca 2001 obronił z wyróżnieniem pracę doktorską zatytułowaną: "Prognostyczne znaczenie zaburzeń przepływu krwi przez przeszczep allogenny nerki w okresie rewaskularyzacji". 
24 listopada 2010 otrzymał stopień doktora habilitowanego na podstawie dorobku naukowego i pracy pt.: „Ocena zaburzeń biochemicznych towarzyszących niealkoholowej stłuszczeniowej chorobie wątroby. Wyniki leczenia operacyjnego otyłości w materiale własnym.”
20 października 2016 uzyskał tytuł profesora nauk medycznych.
Były członek Rady Dyscypliny Naukowej – Nauk Medycznych Warszawskiego Uniwersytetu Medycznego.
Były konsultant krajowy w dziedzinie transplantologii klinicznej (2023-2024).
Kierownik autorskiego programu przeszczepiania trzustki i trzustki z nerką, aktywny również w obszarze przeszczepiania wątroby i nerki. Lider zespołu, który jako pierwszy w Polsce dokonał jednoczasowego przeszczepienia wątroby i trzustki. Inicjator programu chirurgicznego leczenia otyłości w Warszawskim Uniwersytecie Medycznym. Twórca pierwszego w Polsce programu chirurgii metabolicznej w grupie chorych leczonych dializami, a także chorych przygotowywanych do zabiegu przeszczepienia serca, wątroby i nerki oraz leczenia bariatrycznego po transplantacji. 
Prezes Elekt Polskiego Towarzystwa Hepatologicznego.

## Odznaczenia
- Brązowy Krzyż Zasługi (2009)[4]
- Złoty Krzyż Zasługi (2015)[5]